# Stenanthium diffusum
Stenanthium diffusum là một loài thực vật có hoa trong họ Melanthiaceae. Loài này được Wofford mô tả khoa học đầu tiên năm 2006.